# 维夏诺
维夏诺（義大利語：Visciano），是意大利那不勒斯省的一个市镇。总面积10.89平方公里，人口4600人，人口密度422.4人/平方公里（2009年）。ISTAT代码为063088。